# Tjebberup
Tjebberup er en bydel i Holbæk med 743 indbyggere (2018). Tjebberup har tidligere været en by, men fra 1. januar 2010 betragter Danmarks Statistik byen som sammenvokset med Holbæk. Tjebberup er beliggende ved Munkholmvej tre kilometer øst for Holbæk centrum i det tidligere Grandløse Sogn.